# Carloman (fils de Charles Martel)
Pour les articles homonymes, voir Carloman.
Carloman, né vers 710, mort selon les sources le 17 août, ou le 4 décembre 754,, à Vienne, est un aristocrate franc de la famille carolingienne, fils de Charles Martel et frère de Pépin le Bref, maire du palais de 741 à 747.

## Biographie
Il est le fils aîné de Charles Martel et de Rotrude. Bien que la dynastie franque légitime soit encore celle des Mérovingiens, Charles Martel détient alors le véritable pouvoir en tant que maire du palais unique de tous les royaumes francs, et même, depuis la mort de Thierry IV en 737, le trône n'est plus occupé par personne.
Après la mort de Charles Martel en 741, ses pouvoirs sont partagés entre Carloman et Pépin : Carloman devient maire du palais d'Austrasie et reçoit en outre l'Alémanie, la Thuringe et le Nord de l'Alsace.
Pépin et lui doivent lutter contre leur troisième frère, Griffon, qui réclame sa part de l'héritage et qui est soutenu par Hunald, duc d'Aquitaine, et Odilon, duc de Bavière. Les deux frères commencent par enfermer leur demi-frère. Pour asseoir leur légitimité, ils replacent le Mérovingien, Childéric III sur le trône, en le faisant revenir du monastère de Saint-Bertin où il était moine. Ils soumettent ensuite les Aquitains ; Carloman mène ensuite une campagne contre les Bavarois, puis les Alamans, à la tête desquels il installe un membre de la famille des Welfs,.
Carloman est à l'origine d'une réforme ecclésiastique sous l'impulsion de l'évêque Boniface, dont il est le protecteur et à qui il accorde en 744 un territoire sur lequel est fondée en 747 l'abbaye de Fulda. À partir du concile germanique de 742, il mène une ambitieuse politique de moralisation des mœurs des clercs, de respect des biens de l'Église et des sièges épiscopaux trop souvent aux mains des laïcs,.
En 745, son frère Pépin le Bref soumet l'Alémanie et occupe le pays, au mépris du partage de 741 qui attribuait cette région à son frère. L'année suivante, Carloman organise une expédition et fait massacrer les chefs francs et alamans ralliés à son frère. Selon la tradition, Carloman renonce alors au siècle et entre en religion pour expier ce massacre, mais les historiens Jörg Jarnut et Gunther Wolf pensent qu'à la suite de ce massacre, les fidèles de Carloman auraient abandonné leur chef qui, isolé, n'aurait eu d'autre choix que de se retirer dans un monastère. D'autres soulignent la profonde piété du personnage,.
Lors d'un passage à Rome, il demande au pape Zacharie de devenir clerc. Il renonce donc personnellement au pouvoir politique, laissant son frère Pépin le Bref seul à régner, sans que les droits de ses enfants soient annulés. Il fonde le monastère du mont Soracte en Italie puis se retire à l'abbaye du Mont-Cassin. Envoyé en France en 754 par le roi lombard Aistulf pour une mission de paix, il meurt à Vienne,. Son frère Pépin fera transporter le corps dans le monastère Saint-Benoît au Mont-Cassin.
Son fils Drogon lui succède, mais finit par être écarté du pouvoir par son oncle Pépin le Bref.
Carloman a été canonisé sous le nom de « saint Carloman ».

## Mariage et descendance
On ne sait pas qui était son épouse. De son mariage sont nés :
- Drogon († apr. 753), maire du palais d'Austrasie, écarté en 753 du pouvoir par son oncle Pépin le Bref[13] ;
- un ou plusieurs fils[14], dont peut-être un Carloman[15],[16] ;
- peut-être deux filles mentionnées dans un autre nécrologe[16] :
  - Rothrude, épouse de Gérard Ier de Paris[réf. nécessaire],
  - Rothilde.